# 디옥시티미딘 이인산 포도당
디옥시티미딘 이인산 포도당(영어: deoxythymidine diphosphate glucose) 또는 dTDP-포도당(영어: dTDP-glucose)은 디옥시티미딘 이인산(dTDP)과 포도당으로 구성된 당뉴클레오타이드이다. dTDP-포도당은 많은 종류의 디옥시당의 합성을 위한 출발 물질이다.

## 생합성
dTDP-포도당은 포도당 1-인산 티미딜릴트랜스퍼레이스에 의해 디옥시티미딘 삼인산(dTTP)과 포도당 1-인산으로부터 생성된다. 피로인산은 반응의 부산물이다.

## 세포 내에서의 사용
dTDP-포도당은 당뉴클레오타이드 대사에서 다양한 화합물들을 형성한다. 많은 세균들은 dTDP-포도당을 사용하여 지질다당류 또는 항생제와 같은 2차 대사산물에 통합되는 이질적인 당을 생성한다. 이러한 많은 이질적인 당의 합성 중에 dTDP-포도당은 dTDP-포도당 4,6-탈수효소에 의해 dTDP-4-케토-6-디옥시-글루코스로 전환된다.

## 같이 보기
- 디옥시티미딘 이인산
- 포도당